# Jaboticatubas
Jaboticatubas este un oraș în Minas Gerais (MG), Brazilia.